# Șceasnivka, Volociîsk
Șceasnivka (în ucraineană Щаснівка) este o comună în raionul Volociîsk, regiunea Hmelnîțkîi, Ucraina, formată numai din satul de reședință. 
Localitatea face parte din regiunea istorică Volânia, iar după tratatul de pace de la Riga din 1921 a devenit parte a Uniunii Sovietice.

## Demografie
Componența lingvistică a comunei Șceasnivka
     Ucraineană (99,88%)
     Alte limbi (0,12%)
Conform recensământului din 2001, majoritatea populației comunei Șceasnivka era vorbitoare de ucraineană (99,88%), existând în minoritate și vorbitori de alte limbi.